# Spilosoma cellularis
Spilosoma cellularis là một loài bướm đêm thuộc phân họ Arctiinae, họ Erebidae.